# Икономидева къща
Икономидевата къща (на гръцки: Οικία Οικονομίδη) е неокласическа къща в град Костур, Гърция.
Къщата е разположена на улица „Христопулос“ № 55 между Даевата къща и Милоновата, в северната традицонна махала на града Позери (Апозари), близо до езерото. Построена е в 1926 – 1930 година от известния архитект калфа Константинос Вафиадис. Има двор от южната страна на сградата. Красивото имение е с много прозорци от южната страна и малка тераса, която е свързана с главната стая на втория етаж, подчертавайки симетрията на къщата. На приземния етаж е имитирана изодомна зидария, докато другите два са изградени с видими върху фасадата каменни конструкции, изработени от сиво издълбани многоъгълни камъни.